# لي رايت
لي رايت هو لاعب هوكي الحقل كندي، ولد في 28 أغسطس 1944.

## وصلات خارجية
- لي رايت على موقع أوليمبيديا (الإنجليزية)
- لي رايت على موقع اللجنة الأولمبية الكندية (الإنجليزية)